# L'Étrange Aventure du vagabond poète
Pour plus de détails, voir Fiche technique et Distribution.

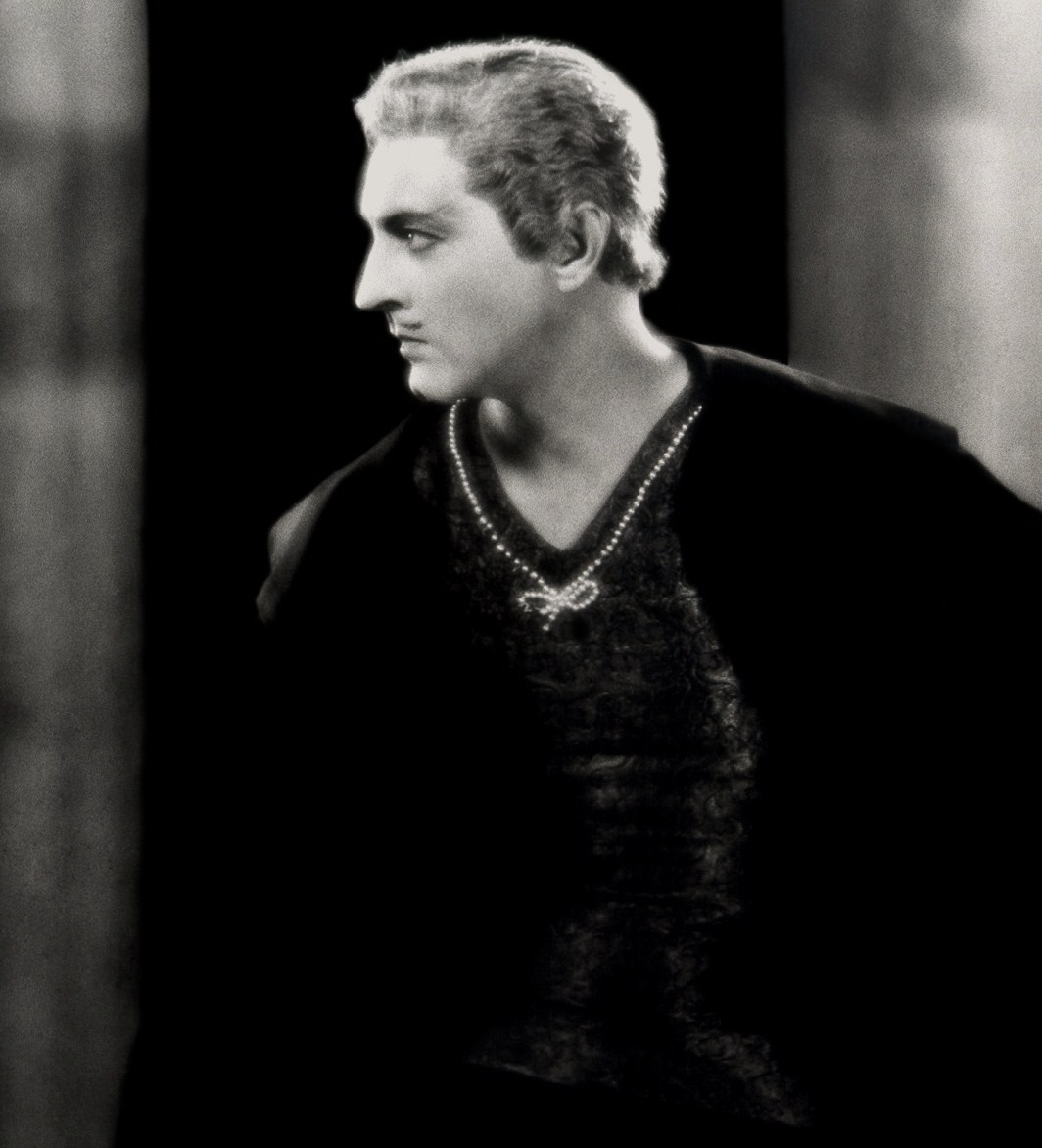
John Barrymore (photo promotionnelle)

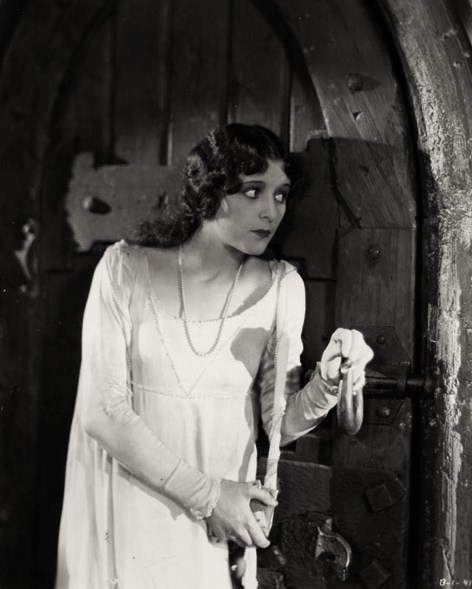
Marceline Day (photo promotionnelle)

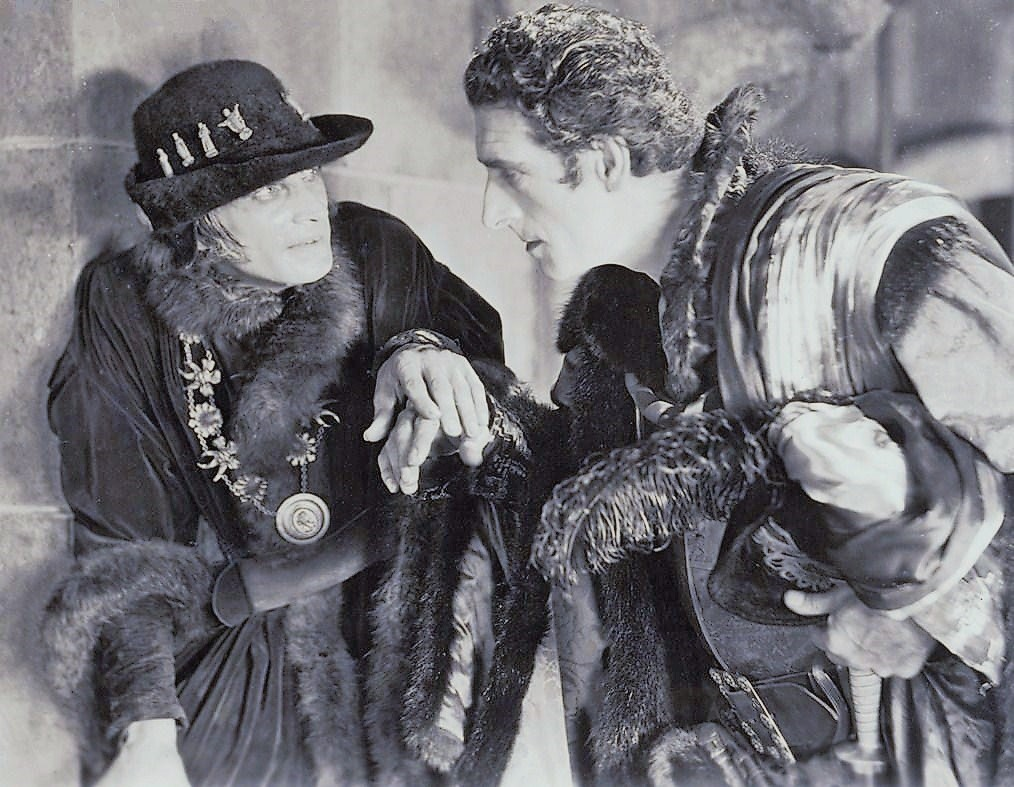
Conrad Veidt (à g.) et Lawson Butt (photo promotionnelle)

L'Étrange Aventure du vagabond poète (The Beloved Rogue) est un film muet américain réalisé par Alan Crosland, sorti en 1927.
Un temps réputé perdu, une copie teintée et sonorisée (actuellement préservée) en a été retrouvée dans la collection de Mary Pickford, vers la fin des années 1960.

## Synopsis
Biographie romancée de la vie de François Villon (voir articles connexes ci-après visés).

## Fiche technique
- Titre français : L'Étrange Aventure du vagabond poète
- Titre original : The Beloved Rogue
- Réalisateur : Alan Crosland
- Assistant-réalisateur : Gordon Hollingshead
- Scénario : Paul Bern, d'après la pièce If I Were King de Justin Huntley McCarthy (créée à Broadway en 1901)
- Intertitres : Walter Anthony et George Marion Jr.
- Directeur de la photographie : Joe August
- Directeur artistique : William Cameron Menzies
- Costumes : Frank Donnellan
- Montage : Hal C. Kern
- Société de production : Feature Productions
- Société de distribution : United Artists
- Genre : Film biographique / Romance
- Format : Film muet - Noir et blanc (copie teintée)
- Durée : 99 minutes
- Date de sortie (États-Unis) : 12 mars 1927

## Distribution
- John Barrymore : François Villon (doublé pour les cascades par Paul Malvern, non crédité)
- Conrad Veidt : Le roi Louis XI
- Marceline Day : Charlotte de Vaucelles
- Lawson Butt : Le duc de Bourgogne[réf. nécessaire][Lequel ?]
- Henry Victor : Thibault d'Aussigny
- Slim Summerville : Jehan
- Mack Swain : Nicolas
- Angelo Rossitto : Beppo (le nain)
- Nigel De Brulier : L'astrologue
- Lucy Beaumont : La mère de François Villon
- Otto Mattiesen : Olivier
- Jane Winton : L'abbesse
- Rose Dione : Margot
- Bertram Grassby : Le duc d'Orléans
- Dick Sutherland : Tristan L'Hermite
- Dickie Moore (non crédité) : François Villon (bébé)

## Autres adaptations au cinéma / Articles connexes
- La pièce If I Were King a notamment fait l'objet des deux autres adaptations suivantes :
  - 1920 : If I Were King (titre original), film muet américain de J. Gordon Edwards, avec William Farnum (François Villon), Fritz Leiber (Louis XI) et Betty Ross Clarke (Catherine de Vaucelles, prénommée Charlotte dans The Beloved Rogue) ;
  - 1938 : Le Roi des gueux (If I Were King), remake parlant américain de Frank Lloyd, avec Ronald Colman (François Villon), Basil Rathbone (Louis XI) et Frances Dee (Catherine de Vaucelles).
- Article principal : François Villon.